# Северо-Западная конная полиция
Се́веро-За́падная ко́нная поли́ция — с 1873 по 1920 гг. канадские полицейские силы в Северо-Западных территориях в период их заселения в XIX веке. Предшествовала Королевской канадской конной полиции.

## Движение на Запад
Движение на Запад этой организации было очень важно для установления центральной власти над теми удалёнными территориями вблизи от американской границы (49-й параллели). Если бы оно не было удачным, то заселение задержалось бы на многие годы. К тому же, оно открыло юг Степей для строительства пути трансконтинентальной Тихоокеанской железной дороги, которая иначе прошла бы севернее, по уже известным областям вдоль реки Норт-Саскачеван, проходя через Принс-Альберт (Саскачеван), Батлфорд (Саскачеван) и Эдмонтон. Это достижение позволило поезду пройти ближе к границе, что определило экономические предпосылки сильного американского влияния и основания таких городов, как Брандон (Манитоба), Реджайна (Саскачеван), Мус-Джо, Суифт-Каррент, Медисин-Хат и Калгари.
Первыми действиями отряда по прибытии были надзор за продажей виски и установление соглашений с индейскими племенами. Были учреждены различные должности, и офицеры, занимавшие их, назывались судебными чиновниками, что давало им полномочия проводить судебные заседания по вопросам правонарушений, совершённых на их территории. Эта структура привела к появлению стабильности.
Первая постоянная база, Дивизия Хранилище, была основана на месте первого лагеря 1874 года, то есть на месте современного города Реджайны. База была официально открыта в 1885 году. Дивизия Хранилище служит сегодня тренировочным лагерем, базой и местом совершенствования всех членов КККП. Это единственный образовательный центр для основной подготовки в КККП.

## Клондайк
В 1894 году инспектор СЗКП Чарльз Константин был отправлен в Юкон для надзора за неожиданным притоком туда рудокопов и торговцев алкоголем. В своём отчёте он верно предсказывает золотую лихорадку и советует скорейшее отправление туда контингента СЗКП для обеспечения самостоятельности территории и сбора таможенных пошлин. На следующий год он возвращается на Юкон с двадцатью людьми. Когда в 1898 году начался поток людей в Клондайк, он и его прославленный последователь Сэм Стил (1849—1919; позднее в его честь была названа 5-я по высоте гора Канады) организовали их приём самым цивилизованным в истории образом.
СЗКП не только обеспечивала исполнение законов, но и взимала пошлины, принимая во внимание благосостояние разведчиков. После того как СЗКП не удалось проследить за высадкой горняков в Скагуэе (Аляска), было решено поставить контрольный пункт на вершине перевала Чилкут, ведущего в Юкон. Однако для сохранения спокойствия был допущен некоторый уровень незаконной деятельности — игорное дело и проституция.
Интересно, что в то же время канадский парламент обсуждал роспуск этих полицейских сил и что именно горняки позволили им остаться, придав конной полиции мировую известность.

## Изменение полномочий
До 1903 года деятельность и юрисдикция СЗКП проходят, в основном, около американской границы — в современных канадских Степях. Тогда СЗКП разворачивает свои подразделения и на побережье канадской Арктики. В 1904 году к названию организации добавлено титулование «Королевская» (Royal): Королевская северо-западная конная полиция (Royal North-West Mounted Police) (КСЗКП). В 1905 году она получает юрисдикцию на остальные территории Альберты и Саскачевана. В 1912 году она размещается также в северной части Манитобы. Она остаётся верной своему полувоенному устройству.
После Первой мировой войны СЗКП нуждалась в изменении призыва, так как Канадский запад к тому времени стал скорее зоной ферм, чем индейскими территориями. 1 февраля 1920 года она объединилась с Полицией Доминиона (Dominion Police), чтобы образовать Королевскую канадскую конную полицию. Её новая роль с тех пор стала заключаться в контроле канадских федеральных законов по всей стране: контрабанда, наркотики, антитеррористическая деятельность и т. д., подобно американскому ФБР. За исключением Квебека и Онтарио, она также служит как полицейские силы контроля исполнения закона в сельских зонах.

## В художественной литературе
- Литературный цикл американского писателя Джеймса Оливера Кервуда, открытый повестью «Филипп Стил из Королевской Северо-Западной Конной Полиции» (англ. Steele of the Royal Mounted, 1911).

## В кино
- «Бродяги Севера»[англ.] — режиссёр Дэвид Хартфорд (США, 1920).
- «Клэнси с гор» (Clancy of the Mounted) — телесериал режиссера Рэя Тейлора (США, 1933).
- «Сражающиеся тени»[англ.] — режиссер Дэвид Селман (США, 1935).
- «Роз Мари» (Rose-Marie) — режиссер В. С. Ван Дайк (США, 1936).
- «Ренфрю из королевской конной полиции»[англ.] (Renfrew of the Royal Mounted) — режиссер Альберт Герман (США, 1937).
- «Горный форпост»[англ.] (Outpost of the Mounties) — режиссер Чарльз С. Коулман (США, 1939).
- «Конец реки»[англ.] (River's End) — режиссёр Рэй Энрайт (США, 1940).
- «Северо-западная конная полиция»[англ.] (North West Mounted Police) — режиссер Сесил Б. Демилль (США, 1940).
- «Солдат-пони» (Pony Soldier) — режиссер Джозеф М. Ньюман (США, 1952).
- «Сержант Престон с Юкона»[англ.] (Sergeant Preston of the Yukon) — телесериал режиссеров Джорджа Трендла и Фрэна Стрикера (США, 1955-1958).
- «Большой Медведь» (Big Bear) — режиссер Джил Кардинал (Канада, 1998).